# Shimotani Chiharu
Pour les articles homonymes, voir Chiharu.
 (septembre 2013).
Shimotani Chiharu est un artiste graveur abstrait, japonais du XXe siècle, né en 1934. Ses origines ne sont pas mentionnées sur ce dictionnaire.

## Biographie
Alors que cet artiste est de notre époque, on ne sait rien de lui, sinon qu'il participe à des expositions collectives internationales :
- en 1972 et 1973 à Tokyo, VIIe et VIIIe Salons du JAFA (Japan Art Festival Association).
- en 1973 Biennale de São Paulo - Tokyo - Kyoto, Biennale internationale de l'Estampe.
- en 1974 à Bradford (Royaume-Uni), IVe Biennale internationale de la gravure et Montréal, Art japonais d'aujourd'hui, Musée d'art contemporain[1].